# スキャッチャードプロット

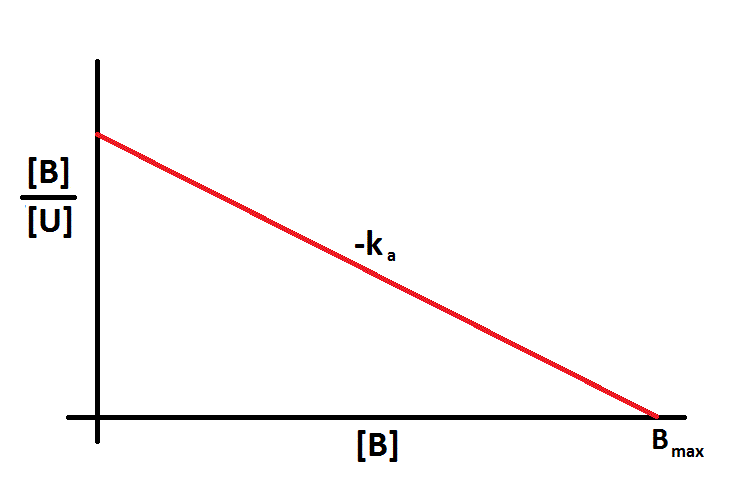
スキャッチャードプロット

スキャッチャードプロット（英: Scatchard plot）は、結合リガンドと非結合リガンドの濃度の比を結合リガンド濃度に対してプロットしたものである。自由に可逆なリガンド/受容体結合相互作用のデータを解析する手法の一つ。プロットにより直線の傾き −K が得られる（K はリガンド結合の結合定数、すなわち解離定数の逆数）。横軸の切片は Bmax である。スキャッチャードプロットでプロットしたときに、データが直線とならない場合がある。こういった場合は、基質に対して結合したリガンドが測定前に平衡に達していないか結合が協同的である。
スキャッチャードプロットにおいて、結合リガンド濃度 [B] が横軸と縦軸の両方に使われているため、線形回帰モデルにおける独立性の仮定が成り立たない。一般的に、スキャッチャードプロットやラインウィーバー＝バークプロットは時代遅れである。それらの本来の意味は、データを線形回帰手法が適用可能なように元データの線形表現に変形することであった。これらの変形は高い頻度で実験誤差を歪め、結果が正確性がないならば誤解を招きかねない。
スキャッチャードプロットの名称はアメリカ合衆国の化学者ジョージ・スキャッチャードにちなむ。